# Бергер, Герцель
Биньямин Герцль Бергер (ивр. הרצל ברגר‎; 31 августа 1904, Минск, Российская империя — 28 августа 1962, Израиль) — израильский общественный и политический деятель, депутат кнессета с 1-го по 5-й созыв от партии рабочих в Эрец-Исраэль (МАПАЙ), доктор политологии и юридических наук.

## Биография
Родился 31 августа 1904 в Минске, Российской Империи, в семье Ицхака Иосифа Бергерa (идиш יצחק יוסף ברגר‎), одного из основателей сионистского движения «Поалей Цион» в Минске, и его жены Мирьям Гольдштейн (ивр. מרים גולדשטיין‎). Родной дядя Герцля, Иегуда Лейб Бергер, был сионистским активистом и педагогом.
Получил образование в средней школе в Минске и Йенском Университете, Германия (позже получившем имя Фридриха Шиллера). В 1917—1921 годах был активистом нелегальных молодёжных сионистских движений «ха-Шомер ха-цаир» (ивр. הַשּׁוֹמֵר הַצָּעִיר‎ — «Юный страж») и «ха-Хавер» (ивр. החבר‎ — «Друг, Товарищ») в Российской Империи и Советской России.
В 1921 году переехал в Польшу и присоединился к партии «Поалей Цион ямин». В период между 1931 и 1932 годами служил секретарем центрального комитета «Поалей Цион» в Германии, после этого вернулся в Польшу где был членом центрального комитета «Поалей-цион сионистские социалисты». В Германии он защитил докторскую диссертацию по юриспруденции.
В 1934 году переехал в Палестину. На протяжении многих лет служил членом редакции газеты «Давар». Герцль Бергер был также членом «Хаганы».
Впервые Бергер вошёл в кнессет в 1951 году, заменив Иегудит Симхонит. В том же году он был переизбран в кнессет 2-го созыва, возглавил подкомиссию по закону об инвалидах, вошёл в законодательную комиссию, комиссию по труду и комиссию кнессета.
В 1955, 1959 и 1961 годах Бергер переизбирался в кнессет. Получал должности в комиссии по иностранным делам и безопасности, законодательной комиссии и комиссии кнессета.
В 1961 году получил премию имени Соколова — премию, присуждаемую муниципалитетом Тель-Авива выдающимся журналистам. Через год Бергер скончался. Его место в кнессете занял Гидон Бен-Исраэль.
В браке с Рахель Кронзон у Герцля Бергера было трое детей — Хая, Шмуэль и Ицхак

## Публикации
- 1967 — Биография: «Книга Герцля Бергера: наследие, статьи, история».